# Edi Patterson
Edi Patterson, född 19 september 1974 i Texas City, är en amerikansk skådespelare.
Patterson har bland annat medverkat i TV-serierna Teenage Euthanasia och The Righteous Gemstones. Hon har även medverkat i filmen Knives Out.

## Filmografi (i urval)
- 2019 – Knives Out
- 2019–2023 – The Righteous Gemstones (TV-serie)
- 2021–2023 – Teenage Euthanasia (TV-serie)
- 2021–2024 – Resident Alien (TV-serie)
- 2022 – Violent Night
- 2024 – Knuckles (TV-serie)
- 2024 – Enhörningen Thelma